# Димитър Робков
Димитър Пр. Робков (или Митре Ропков, Робката) е български революционер, гумендженски войвода на Вътрешната македоно-одринска революционна организация.

## Биография
Робков е роден в гумендженското село Крива, тогава в Османската империя. Влиза във ВМОРО и през май 1912 година навлиза в Македония в четата на Ичко Димитров, която е въоръжена от върховистите на Константин Дзеков и е определен за ениджевардарски околийски войвода.
През Балканската война в 1912 година оглавява чета на Македоно-одринското опълчение, която заедно с четата на Константин Дзеков завзема град Гумендже и околните 32 български села. Притича се с четниците си Христо Търтев и Готев на помощ на българската учителка от Баровица, която е прогонена от селото от андартската чета на Димитър Доямов. Пленени са и са откарани в Берския затвор, където Димитър Робков е отровен през декември 1912/20 януари 1913 година.